# جنبش اول مارس

جنبش اول مارس یک جنبش اعتراضی توسط مردم و دانشجویان کره بود که خواستار استقلال از ژاپن بودند و به همزمانی اجباری به سبک زندگی ژاپنی اعتراض داشتند. در این جنبش ۳۳ رهبر فرهنگی و مذهبی کره با صدور اعلامیه ای از هزاران دانشجو و غیرنظامی در سئول پشتیبانی کردند.